# Barkis

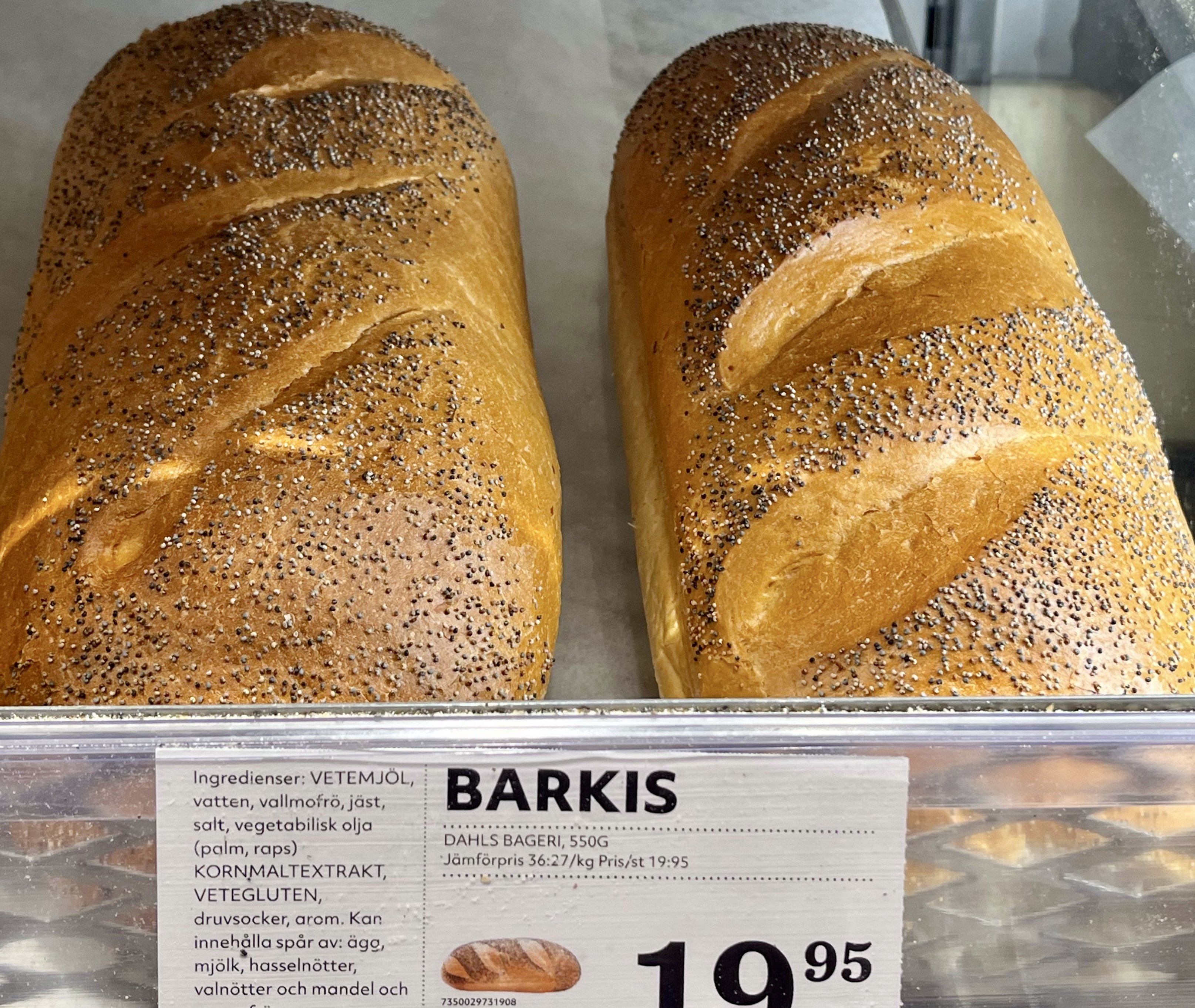
Två barkis bakade på Dahls Bageri.

Barkis eller bergis är en ljus, osötad långfranska med vallmofrö på ytan. Till skillnad från långfranska har barkis även mjölk i degen. Brödet kan vara flätat eller oflätat. Vanligen har man en sträng (flätad eller oflätad) eller en skåra i brödets längsriktning.
Numera är Barkis i regel svagt sötad med sirap, socker, eller druvsocker, men enligt de flesta större bagerier är sötningen för att underlätta jäsningen och inte för söt smak. Brödet är kraftigt jäst för att få till den karaktäristiska extremt fluffiga konsistensen. Jästen behöver sockret från sirapen för att utvecklas, men då jästen använder det mesta av sockret är de flesta varianter inte markant söt som färdig produkt. Brödinstitutet anser att barkis per definition är osötad, men det stämmer oftast inte på de produkter som säljs just barkis av varken stora eller små bagerier.
Brödet är inspirerat av det judiska festbrödet chalah som äts under sabbaten. Namnet kommer av hebreiskans berakha, som betyder "välsignelse", och som också återfinns i sabbatsbönen berakhot. Brödet finns i Sverige främst i Stockholm, Göteborg och Norrköping, vilket beror på att det var de största städerna i Sverige som judar först fick bosätta sig i, enligt "Judereglementet" utfärdat 1782 under Gustav III:s regeringstid. Barkis är från början göteborgska och bergis stockholmska.